# Last days of the century (single)
Last days of the century is een single van Al Stewart. Het is afkomstig van zijn album Last days of the century. Ook deze combinatie van elpee en singles kon de carrière van Al Stewart niet meer vlottrekken. Noch album nog singles haalden de hitparades.
Stewart mijmert over de laatste dagen van de 20e eeuw en verwijst in dat opzicht naar Cecil B. Demille. De B-kant Josephine Baker dateerde al van vroeger datum, maar verscheen eerst nu op een single.
De dan nog onbekende Tori Amos zong mee in het achtergrondkoortje van Last days.